# 圣卢奇多
圣卢奇多（義大利語：San Lucido），是意大利科森扎省的一个市镇。总面积27平方公里，人口6025人，人口密度223.1人/平方公里（2009年）。ISTAT代码为078122。